# Calota nórdica

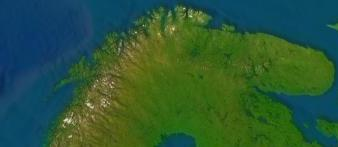
A Calota Nórdica

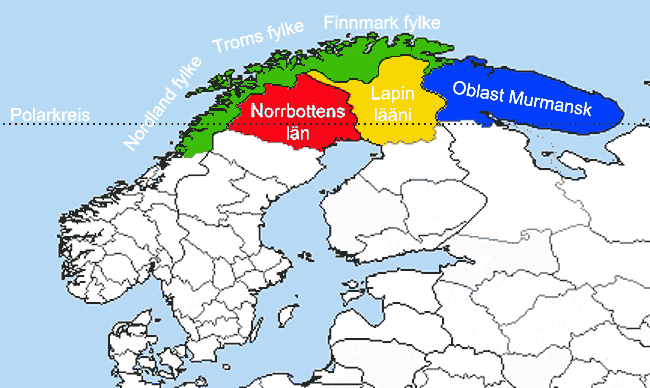
Mapa alemão da Calota Nórdica

A Calota Nórdica em norueguês: Nordkalotten; em russo: Северный Калотт; em sueco: Nordkalotten; em finlandês: Pohjoiskalotti) é a região geográfica da Península da Escandinávia, situada a norte do círculo polar ártico. Abrange partes da Noruega, Suécia, Finlândia e Rússia. Inclui as seguintes parcelas:
- Noruega: Troms, Finamarca e parte da Nordelândia
- Suécia: Bótnia Setentrional
- Finlândia: Lapónia finlandesa
- Rússia: Murmansco

Tem uma área de uns 400 000 quilômetros quadrados e alberga uma população de cerca de 1,5 milhões de habitantes. A maior parte dos lapões vivem dentro de este espaço geográfico. As maiores cidades da região são Murmansco, Oulu, Apatity, Tromsø, Rovaniemi, Severomorsk, Lula e Montchegorsk. Tem um clima clima subártico, com invernos longos e frios, e verões curtos com uma temperatura média à volta dos 10 °. A vegetação pode ser tundra, com arbustos e gramíneas, e taiga com florestas de coníferas.